# Världsmästerskapen i simsport 2005
Världsmästerskapen i simsport  2005 avgjordes i Parc Jean-Drapeau på ön Île Sainte-Hélène, Montréal, i provinsen Québec i Kanada 16–31 juli 2005. Under tävlingarna slogs 9 världsrekord.

## Medaljligan
| Placering | Land                   | Guld | Silver | Brons | Totalt antal medaljer |
| --------- | ---------------------- | ---- | ------ | ----- | --------------------- |
| 1         | USA                    | 17   | 15     | 7     | 39                    |
| 2         | Australien             | 13   | 8      | 4     | 25                    |
| 3         | Kina                   | 5    | 5      | 7     | 17                    |
| 4         | Ryssland               | 5    | 3      | 2     | 10                    |
| 5         | Kanada                 | 3    | 4      | 3     | 10                    |
| 6         | Frankrike              | 3    | 1      | 1     | 5                     |
| 7         | Tyskland               | 2    | 7      | 4     | 13                    |
| 8         | Ungern                 | 2    | 2      | 1     | 5                     |
| 9         | Zimbabwe               | 2    | 2      | 0     | 4                     |
| 10        | Sydafrika              | 2    | 1      | 2     | 5                     |
| 11        | Nederländerna          | 2    | 1      | 1     | 4                     |
| 12        | Polen                  | 2    | 0      | 2     | 4                     |
| 13        | Italien                | 1    | 3      | 3     | 7                     |
| 14        | Spanien                | 1    | 1      | 3     | 5                     |
| 15        | Grekland               | 1    | 0      | 1     | 2                     |
| 16        | Serbien och Montenegro | 1    | 0      | 0     | 1                     |
| 17        | Japan                  | 0    | 5      | 7     | 12                    |
| 18        | Sverige                | 0    | 1      | 2     | 3                     |
| 19        | Österrike              | 0    | 1      | 1     | 2                     |
| 20        | Kroatien               | 0    | 1      | 0     | 1                     |
| 20        | Kuba                   | 0    | 1      | 0     | 1                     |
| 20        | Schweiz                | 0    | 1      | 0     | 1                     |
| 23        | Storbritannien         | 0    | 0      | 4     | 4                     |
| 24        | Ukraina                | 0    | 0      | 3     | 3                     |
| 25        | Bulgarien              | 0    | 0      | 2     | 2                     |
| 25        | Tunisien               | 0    | 0      | 2     | 2                     |
| Totalt    | Totalt                 | 62   | 63     | 62    | 187                   |

## Resultat

### Konstsim[1]
| Gren   | Guld                                  | Guld      | Silver                      | Silver   | Brons                    | Brons   |
| ------ | ------------------------------------- | --------- | --------------------------- | -------- | ------------------------ | ------- |
| Singel | Virginie Dedieu                       | Frankrike | Natalja Isjtjenko           | Ryssland | Gemma Mengual            | Spanien |
| Par    | Anastasia Davydova Anastasia Ermakova | Ryssland  | Gemma Mengual Paola Tirados | Spanien  | Saho Harada Emiko Suzuki | Japan   |
| Lag    | Ryssland                              | Ryssland  | Japan                       | Japan    | Spanien                  | Spanien |

### Simhopp[2]

#### Herrar
| Gren          | Guld                           | Guld     | Silver                           | Silver   | Brons                        | Brons          |
| ------------- | ------------------------------ | -------- | -------------------------------- | -------- | ---------------------------- | -------------- |
| 1 m svikt     | Alexandre Despatie             | Kanada   | Xu Xiang                         | Kina     | Wang Feng                    | Kina           |
| 3 m svikt     | Alexandre Despatie             | Kanada   | Troy Dumais                      | USA      | He Chong                     | Kina           |
| 10 m          | Hu Jia                         | Kina     | José Antonio Guerra Oliva        | Kuba     | Gleb Galperin                | Ryssland       |
| 1 m svikt par | He Chong Wang Feng             | Kina     | Tobias Schellenberg Andreas Wels | Tyskland | Justin Dumais Troy Dumais    | USA            |
| 10 m par      | Dmitry Dobroskok Gleb Galperin | Ryssland | Yang Jinghui Hu Jia              | Kina     | Peter Waterfield Leon Taylor | Storbritannien |

#### Damer
| Gren          | Guld                  | Guld   | Silver                         | Silver     | Brons                             | Brons    |
| ------------- | --------------------- | ------ | ------------------------------ | ---------- | --------------------------------- | -------- |
| 1 m svikt     | Blythe Hartley        | Kanada | Wu Min Xia                     | Kina       | Heike Fischer                     | Tyskland |
| 3 m svikt     | Guo Jingjing          | Kina   | Wu Min Xia                     | Kina       | Tania Cagnotto                    | Italien  |
| 10 m          | Laura Ann Wilkinson   | USA    | Loudy Tourky                   | Australien | Jia Tong                          | Kina     |
| 1 m svikt par | Li Ting Guo Jingjing  | Kina   | Ditte Kotzian Conny Schmalfuss | Tyskland   | Kristina Ishchenko Olena Fedorova | Ukraina  |
| 10 m par      | Jia Tong Yuan Pei Lin | Kina   | Loudy Tourky Chantelle Newbery | Australien | Meaghan Benfeito Roseline Filion  | Kanada   |

### Simning[3]

#### Herrar
| Gren            | Guld                                                     | Guld                                                     | Silver                                                              | Silver                                                              | Brons                                                        | Brons                                                        |
| --------------- | -------------------------------------------------------- | -------------------------------------------------------- | ------------------------------------------------------------------- | ------------------------------------------------------------------- | ------------------------------------------------------------ | ------------------------------------------------------------ |
| 50 m frisim     | Roland Schoeman                                          | Sydafrika                                                | Duje Draganja                                                       | Kroatien                                                            | Bartosz Kizierowski                                          | Polen                                                        |
| 100 m frisim    | Filippo Magnini                                          | Italien                                                  | Roland Schoeman                                                     | Sydafrika                                                           | Ryk Neethling                                                | Sydafrika                                                    |
| 200 m frisim    | Michael Phelps                                           | USA                                                      | Grant Hackett                                                       | Australien                                                          | Ryk Neethling                                                | Sydafrika                                                    |
| 400 m frisim    | Grant Hackett                                            | Australien                                               | Jurij Prilukov                                                      | Ryssland                                                            | Oussama Mellouli                                             | Tunisien                                                     |
| 800 m frisim    | Grant Hackett                                            | Australien                                               | Larsen Jensen                                                       | USA                                                                 | Jurij Prilukov                                               | Ryssland                                                     |
| 1 500 m frisim  | Grant Hackett                                            | Australien                                               | Larsen Jensen                                                       | USA                                                                 | David Davies                                                 | Storbritannien                                               |
| 50 m bröstsim   | Mark Warnecke                                            | Tyskland                                                 | Mark Gangloff                                                       | USA                                                                 | Kosuke Kitajima                                              | Japan                                                        |
| 100 m bröstsim  | Brendan Hansen                                           | USA                                                      | Kosuke Kitajima                                                     | Japan                                                               | Hugues Duboscq                                               | Frankrike                                                    |
| 200 m bröstsim  | Brendan Hansen                                           | USA                                                      | Mike Brown                                                          | USA                                                                 | Genki Imamura                                                | Japan                                                        |
| 50 m ryggsim    | Aristeidis Grigoriadis                                   | Grekland                                                 | Matt Welsh                                                          | Australien                                                          | Liam Tancock                                                 | Storbritannien                                               |
| 100 m ryggsim   | Aaron Peirsol                                            | USA                                                      | Randall Bal                                                         | USA                                                                 | László Cseh                                                  | Ungern                                                       |
| 200 m ryggsim   | Aaron Peirsol                                            | USA                                                      | Markus Rogan                                                        | Österrike                                                           | Ryan Lochte                                                  | USA                                                          |
| 50 m fjärilsim  | Roland Schoeman                                          | Sydafrika                                                | Ian Crocker                                                         | USA                                                                 | Sergij Breus                                                 | Ukraina                                                      |
| 100 m fjärilsim | Ian Crocker                                              | USA                                                      | Michael Phelps                                                      | USA                                                                 | Andrij Serdinov                                              | Ukraina                                                      |
| 200 m fjärilsim | Paweł Korzeniowski                                       | Polen                                                    | Takeshi Matsuda                                                     | Japan                                                               | Peng Wu                                                      | Kina                                                         |
| 200 m medley    | Michael Phelps                                           | USA                                                      | László Cseh                                                         | Ungern                                                              | Ryan Lochte                                                  | USA                                                          |
| 400 m medley    | László Cseh                                              | Ungern                                                   | Luca Marin                                                          | Italien                                                             | Oussama Mellouli                                             | Tunisien                                                     |
| 4x100 m frisim  | USA                                                      | USA                                                      | Kanada                                                              | Kanada                                                              | Australien                                                   | Australien                                                   |
| 4x100 m frisim  | Michael Phelps Neil Walker Nate Dusing Jason Lezak       | Michael Phelps Neil Walker Nate Dusing Jason Lezak       | Yannick Lupien Rick Say Mike Mintenko Brent Hayden                  | Yannick Lupien Rick Say Mike Mintenko Brent Hayden                  | Michael Klim Andrew Mewing Leith Brodie Patrick Murphy       | Michael Klim Andrew Mewing Leith Brodie Patrick Murphy       |
| 4x200 m frisim  | USA                                                      | USA                                                      | Kanada                                                              | Kanada                                                              | Australien                                                   | Australien                                                   |
| 4x200 m frisim  | Michael Phelps Ryan Lochte Peter Vanderkaay Klete Keller | Michael Phelps Ryan Lochte Peter Vanderkaay Klete Keller | Brent Hayden Colin Russell Rick Say Andrew Hurd                     | Brent Hayden Colin Russell Rick Say Andrew Hurd                     | Nicholas Sprenger Patrick Murphy Andrew Mewing Grant Hackett | Nicholas Sprenger Patrick Murphy Andrew Mewing Grant Hackett |
| 4x100 m medley  | USA                                                      | USA                                                      | Ryssland                                                            | Ryssland                                                            | Japan                                                        | Japan                                                        |
| 4x100 m medley  | Aaron Peirsol Brendan Hansen Ian Crocker Jason Lezak     | Aaron Peirsol Brendan Hansen Ian Crocker Jason Lezak     | Arkady Vyatchanin Dmitrij Komornikov Igor Marchenko Andrej Kapralov | Arkady Vyatchanin Dmitrij Komornikov Igor Marchenko Andrej Kapralov | Tomomi Morita Kosuke Kitajima Ryo Takayasu Daisuke Hosokawa  | Tomomi Morita Kosuke Kitajima Ryo Takayasu Daisuke Hosokawa  |

#### Damer
| Gren            | Guld                                                          | Guld                                                          | Silver                                                      | Silver                                                      | Brons                                                       | Brons                                                       |
| --------------- | ------------------------------------------------------------- | ------------------------------------------------------------- | ----------------------------------------------------------- | ----------------------------------------------------------- | ----------------------------------------------------------- | ----------------------------------------------------------- |
| 50 m frisim     | Lisbeth Lenton                                                | Australien                                                    | Marleen Veldhuis                                            | Nederländerna                                               | Zhu Yingwen                                                 | Kina                                                        |
| 100 m frisim    | Jodie Henry                                                   | Australien                                                    | Malia Metella Natalie Coughlin                              | Frankrike USA                                               | Ej utdelad                                                  | [[\|]]                                                      |
| 200 m frisim    | Solenne Figues                                                | Frankrike                                                     | Federica Pellegrini                                         | Italien                                                     | Yang Yu Josefin Lillhage                                    | Kina Sverige                                                |
| 400 m frisim    | Laure Manaudou                                                | Frankrike                                                     | Ai Shibata                                                  | Japan                                                       | Caitlin McClatchey                                          | Storbritannien                                              |
| 800 m frisim    | Kate Ziegler                                                  | USA                                                           | Brittany Reimer                                             | Kanada                                                      | Ai Shibata                                                  | Japan                                                       |
| 1 500 m frisim  | Kate Ziegler                                                  | USA                                                           | Flavia Rigamonti                                            | Schweiz                                                     | Brittany Reimer                                             | Kanada                                                      |
| 50 m bröstsim   | Jade Edmistone                                                | Australien                                                    | Jessica Hardy                                               | USA                                                         | Brooke Hanson                                               | Australien                                                  |
| 100 m bröstsim  | Leisel Jones                                                  | Australien                                                    | Jessica Hardy                                               | USA                                                         | Tara Kirk                                                   | USA                                                         |
| 200 m bröstsim  | Leisel Jones                                                  | Australien                                                    | Anne Poleska                                                | Tyskland                                                    | Mirna Jukic                                                 | Österrike                                                   |
| 50 m ryggsim    | Giaan Rooney                                                  | Australien                                                    | Gao Chang                                                   | Kina                                                        | Antje Buschschulte                                          | Tyskland                                                    |
| 100 m ryggsim   | Kirsty Coventry                                               | Zimbabwe                                                      | Antje Buschschulte                                          | Tyskland                                                    | Natalie Coughlin                                            | USA                                                         |
| 200 m ryggsim   | Kirsty Coventry                                               | Zimbabwe                                                      | Margaret Hoelzer                                            | USA                                                         | Reiko Nakamura                                              | Japan                                                       |
| 50 m fjärilsim  | Danni Miatke                                                  | Australien                                                    | Anna-Karin Kammerling                                       | Sverige                                                     | Therese Alshammar                                           | Sverige                                                     |
| 100 m fjärilsim | Jessicah Schipper                                             | Australien                                                    | Lisbeth Lenton                                              | Australien                                                  | Otylia Jędrzejczak                                          | Polen                                                       |
| 200 m fjärilsim | Otylia Jędrzejczak                                            | Polen                                                         | Jessicah Schipper                                           | Australien                                                  | Yuko Nakanishi                                              | Japan                                                       |
| 200 m medley    | Katie Hoff                                                    | USA                                                           | Kirsty Coventry                                             | Zimbabwe                                                    | Lara Carroll                                                | Australien                                                  |
| 400 m medley    | Katie Hoff                                                    | USA                                                           | Kirsty Coventry                                             | Zimbabwe                                                    | Kaitlin Sandeno                                             | USA                                                         |
| 4x100 m frisim  | Australien                                                    | Australien                                                    | Tyskland                                                    | Tyskland                                                    | USA                                                         | USA                                                         |
| 4x100 m frisim  | Jodie Henry Alice Mills Shayne Reese Lisbeth Lenton           | Jodie Henry Alice Mills Shayne Reese Lisbeth Lenton           | Petra Dallmann Antje Buschschulte Annika Liebs Daniela Gotz | Petra Dallmann Antje Buschschulte Annika Liebs Daniela Gotz | Natalie Coughlin Kara Lynn Joyce Lacey Nymeyer Amanda Weir  | Natalie Coughlin Kara Lynn Joyce Lacey Nymeyer Amanda Weir  |
| 4x200 m frisim  | USA                                                           | USA                                                           | Australien                                                  | Australien                                                  | Kina                                                        | Kina                                                        |
| 4x200 m frisim  | Natalie Coughlin Katie Hoff Whitney Myers Kaitlin Sandeno     | Natalie Coughlin Katie Hoff Whitney Myers Kaitlin Sandeno     | Lisbeth Lenton Shayne Reese Bronte Barratt Linda Mackenzie  | Lisbeth Lenton Shayne Reese Bronte Barratt Linda Mackenzie  | Zhu Yingwen Pang Jiaying Zhou Yafei Yang Yu                 | Zhu Yingwen Pang Jiaying Zhou Yafei Yang Yu                 |
| 4x100 m medley  | Australien                                                    | Australien                                                    | USA                                                         | USA                                                         | Tyskland                                                    | Tyskland                                                    |
| 4x100 m medley  | Sophie Edington Leisel Jones Jessicah Schipper Lisbeth Lenton | Sophie Edington Leisel Jones Jessicah Schipper Lisbeth Lenton | Natalie Coughlin Jessica Hardy Rachel Komisarz Amanda Weir  | Natalie Coughlin Jessica Hardy Rachel Komisarz Amanda Weir  | Antje Buschschulte Sarah Poewe Annika Mehlhorn Daniela Gotz | Antje Buschschulte Sarah Poewe Annika Mehlhorn Daniela Gotz |

### Vattenpolo[4]
| Gren            | Guld                   | Guld                   | Silver | Silver | Brons    | Brons    |
| --------------- | ---------------------- | ---------------------- | ------ | ------ | -------- | -------- |
| Herrar detaljer | Serbien och Montenegro | Serbien och Montenegro | Ungern | Ungern | Grekland | Grekland |
| Damer detaljer  | Ungern                 | Ungern                 | USA    | USA    | Kanada   | Kanada   |

### Öppet vatten[5]

#### Herrar
| Gren  | Guld          | Guld     | Silver         | Silver     | Brons          | Brons     |
| ----- | ------------- | -------- | -------------- | ---------- | -------------- | --------- |
| 5 km  | Thomas Lurz   | Tyskland | Chip Peterson  | USA        | Simone Ercoli  | Italien   |
| 10 km | Chip Peterson | USA      | Thomas Lurz    | Tyskland   | Petar Stoychev | Bulgarien |
| 25 km | David Meca    | Spanien  | Brendan Capell | Australien | Petar Stoychev | Bulgarien |

#### Damer
| Gren  | Guld            | Guld          | Silver           | Silver   | Brons          | Brons         |
| ----- | --------------- | ------------- | ---------------- | -------- | -------------- | ------------- |
| 5 km  | Larisa Iltjenko | Ryssland      | Margy Keefe      | USA      | Edith van Dijk | Nederländerna |
| 10 km | Edith van Dijk  | Nederländerna | Frederica Vitale | Italien  | Britta Kamrau  | Tyskland      |
| 25 km | Edith van Dijk  | Nederländerna | Britta Kamrau    | Tyskland | Laura la Piana | Italien       |

### Fotnoter
1. ↑  ”HistoFINA - SYNCHRONISED SWIMMING MEDALLISTS AND STATISTICS”. FINA. http://www.fina.org/sites/default/files/HistoFINA_SY.pdf. (engelska)
2. ↑  ”HistoFINA - DIVING MEDALLISTS AND STATISTICS”. FINA. http://www.fina.org/sites/default/files/diving.pdf. (engelska)
3. ↑  ”HistoFINA - SWIMMING MEDALLISTS AND STATISTICS AT FINA WORLD CHAMPIONSHIPS (50M)”. FINA. http://www.fina.org/sites/default/files/swimming_50m.pdf. (engelska)
4. ↑  ”HistoFINA - WATER POLO MEDALLISTS AND STATISTICS”. FINA. http://www.fina.org/sites/default/files/waterpolo.pdf. (engelska)
5. ↑  ”HistoFINA - OPEN WATER MEDALLISTS AND STATISTICS”. FINA. http://www.fina.org/sites/default/files/HistoFINA_OW.pdf. (engelska)